# Trichilia dregeana
Trichilia dregeana es un especie de árbol perteneciente a la familia Meliaceae. Es originaria de África.

## Descripción
Es un árbol de hoja perenne que alcanza hasta los 20 m de altura;. Con el tronco de hasta 1,8 m de diámetro, alto y recto al crecer dentro del bosque, pero ramificado a los 2 m de altura, en una copa densa, de muy amplia difusión en lugares abiertos. Las hojas tienen hasta 260 mm de largo. Inflorescencia con muchas flores en las masculinas, siempre pocas flores en las femeninas. Fruta de 30-50 mm de diámetro. Número cromosómico: 2n = c.360 (Etiopía).

## Distribución y hábitat
Muy extendida en África tropical, pero con algunas separaciones importantes, principalmente en las zonas de montaña desde Guinea a Camerún y desde Etiopía hasta Sudáfrica, también en Angola. En el sur de África en el bosque siempre verde, sobre todo en las regiones de mayor precipitación; desde cerca del nivel del mar hasta los 1 250 metros.